# هدف الثدييات من الراباميسين
هدف الثدييات من الراباميسين (بالإنجليزية: mammalian target of rapamycin)‏ يُعرف اختصارًا mTOR، هو كيناز يُشَفَر في البشر بواسطة جين MTOR. يُعتبر عضوًا في عائلة فسفاتيديل إينوزيتول 3-كيناز-مرتبطة بالكيناز وهي من عائلات بروتينات الكينازات.

## روابط خارجية
- mTOR+protein في المكتبة الوطنية الأمريكية للطب نظام فهرسة المواضيع الطبية (MeSH).

- signaling pathway&source=BioCarta Imported&what=graphic&jpg=on&ppage=1 "mTOR Signaling Pathway in Pathway Interaction Database". National Cancer Institute. مؤرشف من الأصل في 2013-03-18. {{استشهاد ويب}}: تحقق من قيمة |مسار أرشيف= (مساعدة)